# Henri Skoda
Pour les articles homonymes, voir Skoda.
Henri Skoda, né en 1945, est un mathématicien français spécialisé dans l'analyse de plusieurs variables complexes.

## Carrière
Admis en 1964 à l'École normale supérieure, Henri Skoda est reçu en 1967 à l'agrégation de mathématiques. Il obtient en 1972 le doctorat d'État à l'université Nice-Sophia-Antipolis, avec une thèse préparée sous la direction d'André Martineau (conseiller principal) et de Pierre Lelong (second conseiller) et intitulée Étude quantitative des sous-ensembles analytiques de Cn et des idéaux de fonctions holomorphes.
Après avoir enseigné à Toulon, il est nommé en 1976 professeur à l'université Pierre-et-Marie-Curie (Paris-VI), où il animera pendant de nombreuses années un séminaire d'analyse complexe avec Pierre Lelong et Pierre Dolbeault.

## Prix et distinctions
En 1978, il a reçu le prix Poncelet et, en tant que conférencier invité au Congrès international des mathématiciens à Helsinki, a donné une conférence intitulée Integral methods and zeros of holomorphic functions.
Parmi les étudiants qui ont préparé leur doctorat sous sa direction, on compte notamment Jean-Pierre Demailly.